# Società della Salute
La Società della salute è un consorzio pubblico costituito in Toscana dai comuni di una zona sociosanitaria e l'azienda USL per poter governare e programmare le politiche relative alla Salute.
La Società della salute è stata introdotta nel sistema sanitario toscano con la modifica della LR 40/2005 “Disciplina del servizio sanitario regionale” approvata dal Consiglio regionale nel novembre 2008.
La LR 40/2005 definisce la Società della salute come “la modalità organizzativa di un ambito territoriale di zona-distretto costituita in forma di consorzio tra l'azienda unità sanitaria locale ed i comuni per l'esercizio associato delle attività sanitarie territoriali, socio-sanitarie e sociali integrate”
.
La introduzione nel sistema regionale della Società della salute è avvenuta dopo una lunga fase di sperimentazione del nuovo modello toscano, iniziata nel luglio 2004.
La prima Società della Salute costituita già nella fase “sperimentale” fu quella di Firenze.
Ad oggi la Società della saluta è costituita in 28 delle 34 zone-distretto della Toscana. Nella fase della sperimentazione le zone-distretto interessate furono 18.

## Finalità e funzioni
L'art.71 bis della LR 40/2005 definisce le finalità e le funzioni della Società della salute.
Le finalità sono:

“a) consentire la piena integrazione delle attività sanitarie e socio-sanitarie con le attività assistenziali di competenza degli enti locali, evitando duplicazioni di funzioni tra gli enti associati;

b) assicurare il governo dei servizi territoriali e le soluzioni organizzative adeguate per assicurare la presa in carico integrata del bisogno sanitario e sociale e la continuità del percorso diagnostico, terapeutico e assistenziale;

c) rendere la programmazione delle attività territoriali coerente con i bisogni di salute della popolazione;

d) promuovere l'innovazione organizzativa, tecnica e gestionale nel settore dei servizi territoriali di zona-distretto.

e) sviluppare l'attività e il controllo sia sui determinanti di salute che sul contrasto delle disuguaglianze, anche attraverso la promozione delle attività di prevenzione, lo sviluppo della sanità di iniziativa, il potenziamento del ruolo della medicina generale e delle cure primarie.”
Le funzioni:

“a) indirizzo e programmazione strategica delle attività ricomprese nel livello essenziale di assistenza territoriale previsto dal piano sanitario e sociale integrato nonché di quelle del sistema integrato di interventi e servizi sociali di competenza degli enti locali;

b) programmazione operativa e attuativa annuale delle attività di cui alla lettera a), inclusi la regolazione e il governo della domanda mediante accordi con le aziende sanitarie in riferimento ai presidi ospedalieri e con i medici prescrittori che afferiscono alla rete delle cure primarie;

c) organizzazione e gestione delle attività socio-sanitarie ad alta integrazione sanitaria e delle altre prestazioni sanitarie a rilevanza sociale di cui all'articolo 3 septies, comma 3 del decreto delegato, individuate dal piano sanitario e sociale integrato regionale; 

d) organizzazione e gestione delle attività di assistenza sociale individuate ai sensi degli indirizzi contenuti nel piano sanitario e sociale integrato regionale;

e) controllo, monitoraggio e valutazione in rapporto agli obiettivi programmati.”
Nell'esercizio delle sue funzioni la società della salute assicura:

“a) il coinvolgimento delle comunità locali, delle parti sociali e del terzo settore nell'individuazione dei bisogni di salute e nel processo di programmazione;

b) la garanzia di qualità e di appropriatezza delle prestazioni;

c) il controllo e la certezza dei costi, nei limiti delle risorse individuate a livello regionale, comunale e aziendale;

d) l'universalismo e l'equità di accesso alle prestazioni”

## Organi della società della salute
Gli organi della società della salute sono:

a) l'assemblea dei soci;

b) la giunta esecutiva;

c) il presidente;

d) il direttore;

e) il collegio sindacale.
ASSEMBLEA DEI SOCI
L'assemblea dei soci è composta dai Comuni aderenti e l'azienda USL ed elegge il presidente della giunta esecutiva alla quale detta gli indirizzi programmatici e le direttive per la loro esecuzione
Inoltre ha il compito di approvare:
- Il Piano Integrato di Salute (PIS)
- La relazione annuale sullo stato di salute
- Il bilancio preventivo annuale e pluriennale e il rendiconto di gestione
- I regolamenti di accesso ai servizi e ogni altro atto di programmazione che preveda impegni[7]

GIUNTA ESECUTIVA
La giunta esecutiva è composta tre componenti e ne fanno parte il presidente della società della salute e il direttore generale dell'azienda USL. Ha il compito della gestione amministrativa e di proporre, da parte del presidente, il direttore della società della salute.
PRESIDENTE DELLA SOCIETÀ DELLA SALUTE
Il presidente ha rappresentanza legale della Società della Salute, nomina su proposta della giunta esecutiva e d'intesa con il presidente della Regione, il direttore della Società della Salute.
Promuove sugli atti di indirizzo e programmazione la consultazione con la società civile, terzo settore.
Spetta al presidente il collegamento tra l'assemblea dei soci e la giunta esecutiva.
DIRETTORE DELLA SOCIETÀ DELLA SALUTE
Il direttore della Società della Salute predispone gli atti di programmazione e ne cura l'attuazione, ed assicura la programmazione e la gestione operativa delle attività.
COLLEGIO SINDACALE
Nelle Società della Salute che gestiscono i servizi per i cittadini è obbligatorio costituire il collegio sindacale, il cui compito è il controllo sulla regolarità contabile e finanziaria della gestione.

## Principi di integrazione
Il principio di fondo da cui prende vita la Società della Salute consiste nell'assunto secondo il quale l'integrazione delle politiche sociali e sanitarie ed il loro coordinamento con le altre politiche incidenti sulla qualità della vita di una comunità e di un territorio rappresentino una necessità da assumere a più livelli di responsabilità.
Quando si parla di integrazione ci si riferisce alle indicazioni fornite dal Piano Sanitario Nazionale 1998-2000 che distingue 4 tipi di integrazione:
- Integrazione Istituzionale
- Integrazione Gestionale
- Integrazione Professionale
- Integrazione Comunitaria

## Integrazione Istituzionale
L’integrazione istituzionale si basa sulla necessità di promuovere collaborazioni fra istituzioni diverse che si organizzano per conseguire comuni obiettivi di salute. Può avvalersi di un'ampia dotazione di strumenti giuridici quali le convenzioni e gli accordi di programma.

## Integrazione gestionale
L’integrazione gestionale si colloca a livello di struttura operativa: in modo unitario nel distretto e in modo specifico nel diversi servizi che lo compongono, individuando configurazioni organizzative e meccanismi di coordinamento atti a garantire l'efficace svolgimento delle attività, dei processi e delle prestazioni.

## Integrazione professionale
Per quanto riguarda l'integrazione professionale le condizioni necessarie sono:
- la costituzione di unità valutative integrate,
- la gestione unitaria della documentazione,
- la valutazione dell'impatto economico delle decisioni,
- la definizione delle responsabilità nel lavoro integrato,
- la continuità terapeutica tra ospedale e distretto,
- la collaborazione tra strutture residenziali e territoriali,
- la predisposizione di percorsi assistenziali appropriati per tipologie di intervento,
- l'utilizzo di indici di complessità delle prestazioni integrate.

## Integrazione comunitaria
L’integrazione comunitaria si basa sulla presenza di strutture definite di partecipazione che garantiscano il ruolo attivo dei cittadini o delle loro associazioni, e sulla presenza di progetti di sviluppo della comunità e di promozione delle reti sociali.
Il sistema sanitario regionale toscano è suddiviso in tre livelli di intervento: livello della prevenzione collettiva, livello della assistenza territoriale, livello della assistenza ospedaliera. La SdS (Società della Salute) si occupa del livello territoriale.